# Ab urbe condita (kalendar)
Ab urbe condita (lat.: od osnutka grada, tj. Rima) je računanje godina po rimskom kalendaru. Kratica za ovo je a. u. c., a u uporabi je i inačica: anno ab urbe condita, skraćeno A. a. U. C. Računanje nadnevaka počinje od mitološkog događaja, kad je prema predaji Romul osnovao Rim 753. pr. Kr.
Druge kratice su "anno urbis conditae"; A. U. C., AUC, a.u.c.; "anno urbis", a.u.